# Жечиця-Мокра
Жечиця-Мокра (пол. Rzeczyca Mokra) — село в Польщі, у гміні Двікози Сандомирського повіту Свентокшиського воєводства.
Населення — 369 осіб (2011).

## Демографія
Демографічна структура на день 31 березня 2011 року:
|          | Загалом | Допрацездатний вік | Працездатний вік | Постпрацездатний вік |
| -------- | ------- | ------------------ | ---------------- | -------------------- |
| Чоловіки | 169     | 30                 | 117              | 22                   |
| Жінки    | 200     | 35                 | 108              | 57                   |
| Разом    | 369     | 65                 | 225              | 79                   |